# Fjällberg
Fjällberg är en bebyggelse i Foss socken i Munkedals kommun i Västra Götalands län. Orten ligger vid Färlevfjorden 4 kilometer sydöst om Munkedal. Bebyggelsen avgränsades av SCB mellan 1990 till 2015 till en småort,  och återigen 2020.